# Königstraße 5 (Lübeck)

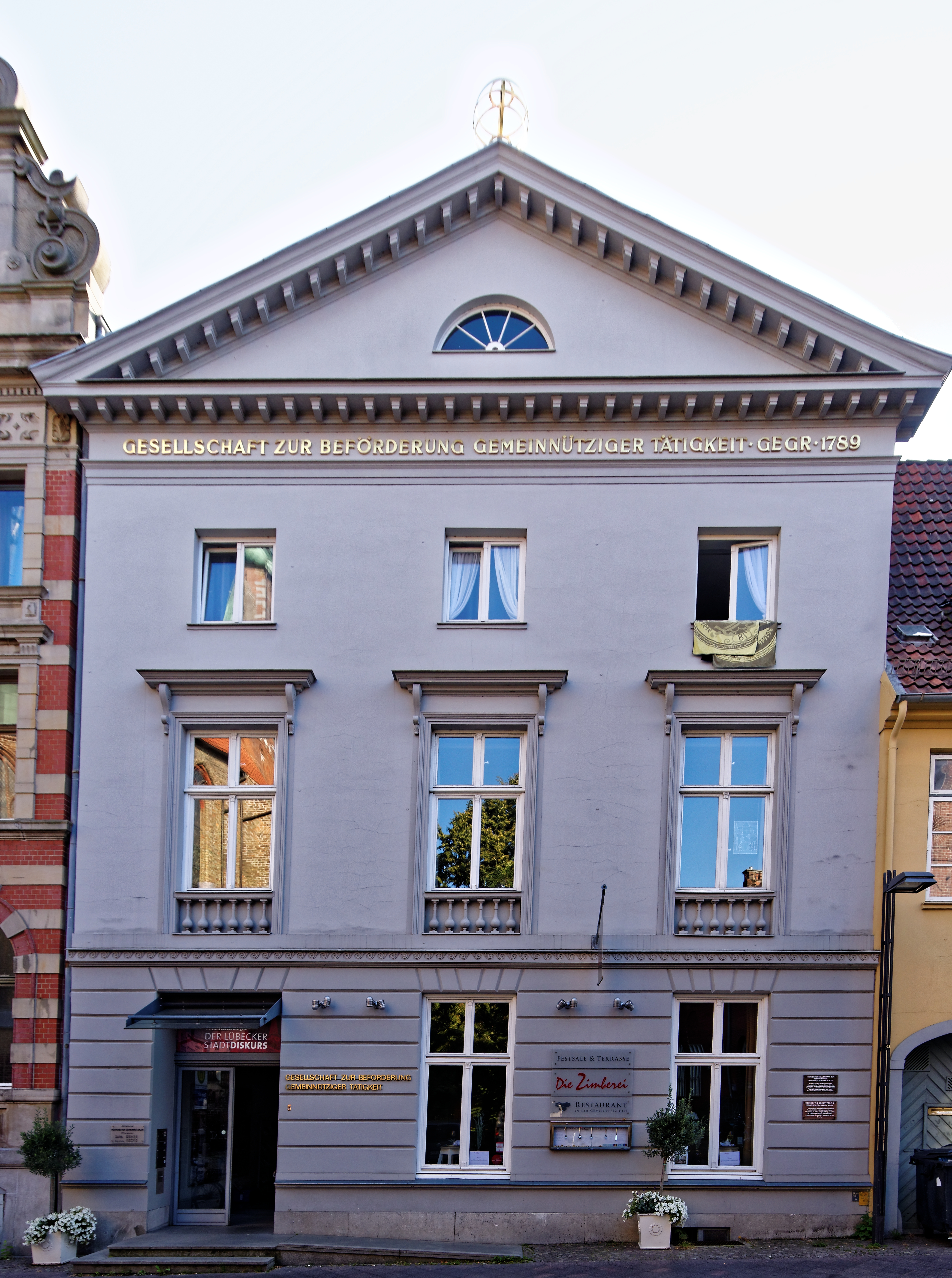
Gesellschaftshaus (2016)

Das klassizistische Haus Königstraße 5 in der Lübecker Altstadt steht unter Denkmalschutz und dient seit 1891 der Gesellschaft zur Beförderung gemeinnütziger Tätigkeit als Gesellschaftshaus. Einbezogen in diese Nutzung ist seit 1891 das Nachbarhaus Königstraße 7.

## Eigentümergeschichte
Die Eigentümergeschichte des Grundstücks lässt sich bis auf die Zeit vor 1290 zurückverfolgen, als der Kaufmann Alexander Soltwedel das Haus bewohnte. Zu den bekannteren späteren Eigentümern gehörte 1337 der Lübecker Ratsherr Gottschalk Vellin. 1531 wird die Witwe des Ratsherrn Johann Lüneburg († 1529), Anna geb. Kortsack, als Besitzerin angegeben, 1564 deren Sohn, der Bürgermeister Hieronymus Lüneburg, und ab 1595 dessen Sohn, der spätere Ratsherr Hieronymus Lüneburg († 1633). 1673 gelangte das Haus an die Familie von Wickede und 1704 an die Familie von Rumohr. 1762 erwarb der Ratsherr Johann Christoph Weigel das Anwesen. Er beauftragte den dänischen Architekten Christian Frederik Hansen mit der grundlegenden Neugestaltung des Gebäudes, die bis heute prägenden Bestand hat. Während der Lübecker Franzosenzeit war der Ratsherr Johann Christoph Coht Eigentümer; das Haus wurde jedoch von dem französischen Kommandanten St. Bias für seine Zwecke genutzt. 1824 das Haus durch den Senator Jacob Behrens erworben. 1876 wurde der Privatier Emil Minlos Eigentümer, von dem das Haus über die Lübecker Feuerkasse (1887) letztlich auf die Gemeinnützige überging. Bis in das 19. Jahrhundert war das Haus in Lübeck unter dem Hausnamen von Wickede-Haus bekannt.

## Baugeschichte
Das Haus konnte nach dendrologischen Untersuchungen des Dachstuhls auf die Zeit um 1330 datiert werden und wurde seither mehrfach überformt. Der 1804 mit der dreiachsigen Fassade von C. F. Hansen umgestaltete Bau an der Königstraße wurde von dem Lübecker Architekten Theodor Sartori nach Erwerb durch die Gemeinnützige für deren Bedürfnisse angepasst. Im Erdgeschoss befindet sich die Gastronomie mit den Gesellschaftsräumen, unter denen das Landschaftszimmer, auch Bildersaal genannt, mit neun Schäferszenen des Rokoko nach Vorlagen von Jacopo Amigoni und in Stuck ausgeführten Supraporten und Wandfeldern herausragt. Über den Gartensaal und die Terrasse gelangt man in die Bürgergärten. Im großen Saal hängt die "Vorsteher-Galerie" mit Porträts einiger verdienter Vorsteher der Gemeinnützigen aus dem 19. Jahrhundert. In den Obergeschossen befinden sich die Räumlichkeiten für die Vorsteherschaft und die Verwaltung sowie die Bibliothek der Gesellschaft. Die Weltkugel über dem Frontipiz stammt bereits vom Vorgängergebäude, dem Gesellschaftshaus in der Breiten Straße. Das Gebäude ist verbunden mit dem Haus Königstraße 7, dessen Putzfassade von einem Zwerchhaus bekrönt wird. Dieses ebenfalls unter Denkmalschutz stehende Haus geht bis auf das 15. Jahrhundert zurück, das heute prägende Erscheinungsbild wurde 1830 begründet. Das Durchfahrtstor gehörte früher zu einer bis hinter das Haus reichenden Durchfahrt in den Garten, der auch über den Langen Lohberg erschlossen war.
Im Garten der Gemeinnützigen  befindet sich das Probenheim der Lübecker Knabenkantorei.